# Clarkston (Michigan)
Clarkston, offiziell City of the Village of Clarkston, ist eine Stadt im Oakland County im Südosten des US-Bundesstaates Michigan. Das U.S. Census Bureau hat bei der Volkszählung 2020 eine Einwohnerzahl von 928 ermittelt.

## Geographie
Die Fläche der Stadt beträgt 1,3 km², davon sind 1,2 km² Land. Die Bevölkerungsdichte beträgt 808 Einwohner pro km². Clarkston liegt am nördlichen Rand der Metro Detroit, im Zentrum des Independence Township. Die kleine Stadt ist das wirtschaftliche und gesellschaftliche Zentrum des viel größeren Townships und viele Bürger sagen von sich, in Clarkston zu leben, auch wenn sie nicht im Stadtgebiet selbst wohnen.
Clarkston liegt 67,9 km nordwestlich des Stadtzentrums von Detroit. Weitere größere Städte in der Umgebung von Clarkston sind Flint (45,3 km nordwestlich), Michigans Hauptstadt Lansing (109 km westlich) und Ann Arbor (77,1 km südsüdwestlich).

## Demografische Daten
Bei der offiziellen Volkszählung im Jahre 2000 wurden 962 Einwohner ermittelt. Diese lebten in 406 Haushalten; darunter waren 265 Familien. Die Bevölkerungsdichte betrug 808 pro km². Im Ort wurden 424 Wohneinheiten erfasst. Unter der Bevölkerung waren 96,8 % Weiße und 1,0 % von anderen Ethnien; 2,2 % gaben die Zugehörigkeit zu mehreren Ethnien an.
Unter den 406 Haushalten hatten 29 % Kinder unter 18 Jahren; 31 % waren Single-Haushalte. Die durchschnittliche Haushaltsgröße war 2,37, die durchschnittliche Familiengröße 3,01 Personen.
Die Bevölkerung verteilte sich auf 25,7 % unter 18 Jahren, 5,3 % von 18 bis 24 Jahren, 27,7 % von 25 bis 44 Jahren, 28,0 % von 45 bis 64 Jahren und 13,4 % von 65 Jahren oder älter. Der Median des Alters lag mit 41 Jahren deutlich über dem US-weiten Durchschnitt von 35 Jahren.
Der Median des Haushaltseinkommens betrug 62.667 $, der Median des Familieneinkommens 90.189 $. Das Prokopfeinkommen in Clarkston betrug 36.838 $. Unter der Armutsgrenze lebten 3,7 % der Bevölkerung.

## Bekannte Bewohner
- Valerie Bertinelli, Schauspielerin
- Kid Rock, Musiker
- Bob Seger, Musiker
- Scott Kraus, Musiker
- Jason Hanson, Spieler bei den Detroit Lions
- Bob Miller, ehemaliger Spieler ebenfalls bei den Detroit Lions
- In Clarkston befand sich die Sommerresidenz von Henry Ford. Sein Haus an der Main Street steht noch immer. Ford besaß in Clarkston auch eine Mühle, die ihr Wasser aus dem Mill Pond bezog. Er bezahlte auch die erste Kanalisation von Clarkston.

## National Register of Historic Places
Folgende Bauwerke in Clarkston sind in das National Register of Historic Places aufgenommen:
| Ref.-Nummer | Name                         | Adresse                              | Aufnahmedatum |
| ----------- | ---------------------------- | ------------------------------------ | ------------- |
| 80001885    | Sashabaw Presbyterian Church | NO von Clarkston bei 5331 Maybee Rd. | 9. Okt. 1980  |